# Pionierskaja (stacja antarktyczna)
Pionierskaja (ros. Пионерская, „Pionierska”) – nieczynna stacja polarna należąca do ZSRR, położona na lądolodzie Antarktydy Wschodniej.

## Położenie i warunki
Stacja znajduje się na stoku pokrywy lodowej wnętrza kontynentu, 375 km od głównej radzieckiej stacji Mirnyj. Lodowiec ma w tym miejscu miąższość ponad 2000 m. Średnia roczna temperatura to -38 °C, maksymalnie osiąga -13 °C, najniższa odnotowana temperatura to -66,8 °C. Niemal stale wieje tu wiatr katabatyczny z południowego wschodu, średnia prędkość wiatru to 8,3–13,5 m/s; w czasie pracy stacji odnotowano tylko jeden bezwietrzny dzień. Noc polarna trwa od 26 maja do 15 lipca.

## Historia i działalność
Stacja Pionierskaja była pierwszą radziecką stacją położoną we wnętrzu kontynentu. Składały się na nią dwa domki umieszczone na saniach. Została oficjalnie otwarta 27 maja 1956 roku. Badania na stacji obejmowały meteorologię, aktynometrię, glacjologię i geomagnetyzm. Akumulacja śniegu stanowiła duży problem w trakcie prac, pod koniec 1958 roku grubość pokrywy śnieżnej osiągnęła 6–8 m. Z zakończeniem Międzynarodowego Roku Geofizycznego, 15 stycznia 1959 roku zaprzestano jej użytkowania.